# Arabes israéliens

Les panneaux routiers israéliens sont aussi bien écrits en hébreu qu'en arabe.

Les Arabes israéliens, également appelés Palestiniens citoyens d'Israël,, ou Palestiniens d'Israël,, sont des citoyens israéliens issus de la population arabe, majoritairement musulmane ou chrétienne, présente sur le territoire de la Palestine mandataire (1922-1948). Ces populations sont restées sur place après la création de l'État d'Israël (novembre 1947-mars 1949) et l'exode massif des Palestiniens en 1948, la Nakba.
Ces Palestiniens obtiennent la citoyenneté israélienne dès la fondation de l’État israélien mais sont immédiatement placés sous un régime militaire, distinct de celui des citoyens juifs. Ce régime, en vigueur jusqu’en 1966, limite considérablement leur liberté de mouvement, d’expression, d’association, ainsi que leur accès à l’emploi. De nos jours, ces citoyens ont, selon les principes de l'État d'Israël, les mêmes droits fondamentaux que les autres Israéliens, mais ils subissent toutefois de nombreuses discriminations.
La population arabe israélienne s'élève à 2 079 300 en 2023, ce qui représente 21,1 % de la population totale qui est de 9 841 900 habitants.   

## Terminologie
Avant la création d'Israël (1948), tous les habitants de la région palestinienne sous domination ottomane puis particulièrement de la Palestine sous autorité britannique - de quelque origine ou religion qu'ils soient - sont connus sous le nom de « Palestiniens ». À partir de 1920, les autorités britanniques désignent les deux principales communautés « Arabes » et « Juifs ». Entre 1948 et 1967 , il n'y a pas d'identification de la population en tant que « Palestiniens » et l'identité « israélo-arabe », est la préférée des autorités israéliennes et de l'opinion publique locale. 
Depuis la Nakba de 1948 , les Palestiniens arabes restés à l'intérieur des frontières de l'armistice de 1949 sont familièrement appelés « Arabes de 48 » (arabe : عرب ٤٨ , ʿArab Thamāniya wa-ʾArbaʿīn). Après la guerre de 1967, la conscience nationale (nationalisme palestinien arabe) et son expression parmi les citoyens arabes d'Israël émergent et se répandent, et plus encore après la Première intifada (1987-1993) : une majorité s'identifie alors comme « palestinienne », préférant cette appellation à celle d'« Arabe israélien »,,. Certains utilisent l'expression « Arabes de l'intérieur ». Seule, une minorité d'individus parmi les citoyens arabes rejettent le terme « palestinien » (37 %) et inclut celui d'« israélien » pour s'auto-identifier,,. Selon un sondage de 2017, les Arabes d'Israël mettent l'accent sur l'identité palestinienne mais ne voient pas de contradiction entre l'identité nationale palestinienne-arabe et l'identité civique israélienne,. 
De nos jours, la terminologie relative à ce sujet reflète en partie les préférences politiques des locuteurs. Le Conseil de sécurité nationale israélien (NSC) utilise l'expression « citoyens arabes d’Israël ». « Pratiquement tous les partis politiques, mouvements et organisations non gouvernementales de la communauté arabe utilisent le mot « palestinien » quelque part dans leur description – omettant parfois de faire référence à Israël » : « Palestiniens », « Palestiniens en Israël », « Palestiniens israéliens », « Palestiniens de 1948 », « Arabes palestiniens », « citoyens arabes palestiniens d'Israël » ou « citoyens palestiniens d'Israël », bien que pour certains se sentant pris entre deux mondes, il est difficile d'y apposer une définition consensuelle,,,,,,.
Pour ménager les susceptibilités, l'ONG internationale International Crisis Group (ICG) utilise à la fois le terme « Arabe israélien » et les autres expressions utilisées par la communauté arabe pour se décrire, telles que « citoyens palestiniens d’Israël » ou « citoyens arabes palestiniens d’Israël ».

## Origine
La majorité des Arabes israéliens actuels descendent des 250 000 Arabes restés dans les frontières de l'État d’Israël au moment de l'armistice de 1949, qui incluent quelques territoires de l'État arabe et de la zone internationale prévus par le plan de partage, notamment Jérusalem-Ouest[réf. nécessaire]. De plus, l'accord d'armistice israélo-jordanien de 1949 cède à Israël la zone de Wadi Ara, située au nord d'Israël, entre Netanya et Haïfa, en échange d'un territoire situé au sud de Hébron en Cisjordanie.
Cette période est marquée, d'abord par une période de guerre civile consécutive à l'adoption par l'ONU du plan de partage de la Palestine (29 novembre 1947), par la proclamation de l'indépendance d'Israël par David Ben Gourion (14 mai 1948), puis, à partir du 15 mai, date du départ des derniers représentants du Royaume-Uni, par la première guerre israélo-arabe, achevée par une victoire d'Israël. Sur les 900 000 Arabes du territoire attribué à l'État juif par le plan de partage ou conquis pendant la guerre, seulement un peu plus de 250 000 restent : ils bénéficient de la citoyenneté israélienne. Ceux qui sont toujours présents, et leurs descendants, s’identifient comme « citoyens palestiniens d'Israël » ou « Arabes israéliens ». Les autres, quelle que soit la raison de leur départ (opposition au principe de l'État juif de Palestine ou crainte de la guerre), ne sont pour la plupart pas autorisés à rentrer et sont à l'origine de la création du statut des Réfugiés palestiniens par l'ONU. Les juifs issus du groupe des réfugiés des pays arabes des années 1950 et 1960 et installés en Israël ne sont pas comptés parmi les Arabes israéliens.
Les Arabes israéliens forment une communauté culturellement et ethniquement diversifiée. Les habitants arabes du territoire d'Israël de 1949 sont de différents types : habitants des villes (Jérusalem-Ouest, Jaffa (tout près de Tel Aviv qui l'intègre sur le plan municipal en 1950), Haïfa, etc.), notamment des membres de professions libérales ou intellectuelles ; agriculteurs et habitants des villages ; Bédouins du Néguev, au nombre de 170 000[Quand ?] ; Druzes de Galilée (groupe d'origine chiite, pratiquant le druzisme, considéré comme séparé de l'islam).
Le reste du territoire de la Palestine mandataire est alors occupé soit par l'armée jordanienne (Cisjordanie et Jérusalem-Est), soit par l'armée égyptienne (bande de Gaza), de sorte qu'aucune forme d'État arabe n'est mise en place. Un certain nombre de Palestiniens de ces territoires (environ 200 000) sont par la suite autorisés à immigrer en Israël dans le cadre du regroupement familial et obtiennent la citoyenneté israélienne.[réf. nécessaire]
Le nombre de Palestiniens vivant illégalement en Israël était estimé à environ 170 000 personnes en 2004, mais ils ne sont pas citoyens israéliens.

## Démographie de la population arabe d'Israël
La population arabe israélienne s'élève à 2 079 300 en 2023, ce qui représente 21,1 % de la population totale qui est de 9 841 900 habitants. Selon un rapport du Bureau central des statistiques israélien publié en mai 2017, le pourcentage d'Arabes dans la population israélienne devrait rester constant aux alentours de 21 % jusqu'en 2065, puis commencer à diminuer.

### Évolution démographique depuis 1948
| 1948    | 1949    | 1950    | 1951    | 1952    | 1953    | 1954    | 1955    | 1956    |
| ------- | ------- | ------- | ------- | ------- | ------- | ------- | ------- | ------- |
| 156 000 | 160 000 | 167 100 | 173 400 | 179 300 | 185 800 | 191 800 | 198 600 | 204 900 |

| 1957    | 1958    | 1959    | 1960    | 1961    | 1962    | 1963    | 1964    | 1965    |
| ------- | ------- | ------- | ------- | ------- | ------- | ------- | ------- | ------- |
| 213 200 | 221 500 | 229 900 | 239 100 | 252 500 | 262 900 | 274 500 | 286 400 | 299 300 |

| 1966    | 1967    | 1968    | 1969    | 1970    | 1971    | 1972    | 1973    | 1974    |
| ------- | ------- | ------- | ------- | ------- | ------- | ------- | ------- | ------- |
| 312 500 | 392 700 | 406 300 | 422 700 | 440 100 | 458 700 | 477 200 | 493 200 | 514 700 |

| 1975    | 1976    | 1977    | 1978    | 1979    | 1980    | 1981    | 1982    | 1983    |
| ------- | ------- | ------- | ------- | ------- | ------- | ------- | ------- | ------- |
| 533 700 | 554 900 | 575 900 | 596 300 | 617 800 | 638 900 | 657 500 | 690 400 | 706 100 |

| 1984    | 1985    | 1986    | 1987    | 1988    | 1989    | 1990    | 1991    | 1992    |
| ------- | ------- | ------- | ------- | ------- | ------- | ------- | ------- | ------- |
| 727 900 | 749 000 | 769 900 | 793 600 | 817 700 | 842 500 | 875 000 | 914 200 | 953 400 |

| 1993    | 1994      | 1995      | 1996      | 1997      | 1998      | 1999      | 2000      | 2001      |
| ------- | --------- | --------- | --------- | --------- | --------- | --------- | --------- | --------- |
| 992 500 | 1 030 500 | 1 004 900 | 1 037 700 | 1 069 400 | 1 105 400 | 1 143 900 | 1 377 100 | 1 227 500 |

| 2002      | 2003      | 2004      | 2005      | 2006      | 2007      | 2008      | 2009      | 2010      |
| --------- | --------- | --------- | --------- | --------- | --------- | --------- | --------- | --------- |
| 1 263 900 | 1 301 600 | 1 340 200 | 1 377 100 | 1 413 300 | 1 450 000 | 1 499 900 | 1 535 800 | 1 573 100 |

| 2011      | 2012      | 2013      | 2014      | 2015      | 2016      | 2017      | 2018      | 2019      |
| --------- | --------- | --------- | --------- | --------- | --------- | --------- | --------- | --------- |
| 1 609 800 | 1 647 200 | 1 683 200 | 1 720 300 | 1 757 800 | 1 797 300 | 1 838 200 | 1 878 400 | 1 919 000 |

| 2020      | 2021      | 2022      | 2023      | - | - | - | - | - |
| --------- | --------- | --------- | --------- | - | - | - | - | - |
| 1 957 300 | 1 997 800 | 2 038 800 | 2 079 300 | - | - | - | - | - |

- Voir Démographie en Palestine mandataire (1920-1948)

### Évolution comparée de la fécondité
Le taux de fécondité est un indicateur démographique correspondant au nombre moyen d'enfants par femme en âge de procréer (statistiquement : entre 15 et 49 ans). Le taux de fécondité crucial est de 2,1 : en dessous, une population diminue à moyen terme s'il n'y a pas d'immigration.
|                              | Selon le Bureau central des statistiques d'Israël | Selon le Bureau central des statistiques d'Israël | Selon le Bureau central des statistiques d'Israël | Selon la Banque mondiale | Selon le Bureau du Recensement des États-Unis | Selon la CIA World Factbook |
| Profil                       | 1955                                              | 2022                                              | Différence                                        | 2016                     | 2020                                          | 2020                        |
| ---------------------------- | ------------------------------------------------- | ------------------------------------------------- | ------------------------------------------------- | ------------------------ | --------------------------------------------- | --------------------------- |
| Femmes musulmanes            | 8,0                                               | 2,9                                               | - 5,1                                             | nc                       | nc                                            | nc                          |
| Femmes juives                | 3,6                                               | 3,0                                               | - 0,6                                             | nc                       | nc                                            | nc                          |
| Population féminine d'Israël | 4,0                                               | 2,9                                               | - 1,1                                             | 3,1                      | 3,1                                           | 2,63                        |

Sources,,,
| Population  | 2019 | 2020 | 2021 | 2022 |
| ----------- | ---- | ---- | ---- | ---- |
| Juives      | 3,09 | 3,00 | 3,13 | 3,03 |
| Musulmanes  | 3,16 | 2,99 | 3,01 | 2,91 |
| Chrétiennes | 1,80 | 1,85 | 1,77 | 1,68 |
| Druzes      | 2,02 | 1,94 | 2,00 | 1,85 |
| Autres      | 1,45 | 1,35 | 1,39 | 1,26 |
| Total       | 3,01 | 2,90 | 3,00 | 2,89 |

Le taux de fécondité des Israéliennes musulmanes était de 8 en 1955 contre 3,6 pour les juives. Ces tableaux montrent qu'ils se sont assez rapidement rapprochés : ils sont aujourd'hui au même niveau, autour de 3. Cela peut s'expliquer par une augmentation du niveau de vie et par la diminution de la mortalité infantile.
Ce taux de 3 est nettement plus élevé que celui qui prévaut dans les pays occidentaux (autour de 1,7 en France et aux États-Unis par exemple) et que celui des femmes des autres groupes religieux (autour de 1,8 pour les chrétiennes et les druzes).

## Diversité religieuse
D'un point de vue religieux, les Arabes israéliens sont à 85,6 % musulmans (incluant les Bédouins), 7,4 % druzes et 6,9 % chrétiens, d'après le Bureau des statistiques israélien (chiffres de 2022).
| Année | Juifs  | Musulmans | Chrétiens | Druzes | Autres |
| ----- | ------ | --------- | --------- | ------ | ------ |
| 1950  | 87,8 % | 8,5 %     | 2,6 %     | 1,1 %  | 0,0 %  |
| 1960  | 88,9 % | 7,7 %     | 2,3 %     | 1,1 %  | 0,0 %  |
| 1970  | 85,4 % | 10,9 %    | 2,5 %     | 1,2 %  | 0,0 %  |
| 1980  | 83,7 % | 12,7 %    | 2,3 %     | 1,3 %  | 0,0 %  |
| 1990  | 81,9 % | 14,1 %    | 2,4 %     | 1,7 %  | 0,0 %  |
| 2000  | 77,8 % | 15,2 %    | 2,1 %     | 1,6 %  | 3,2 %  |
| 2010  | 75,4 % | 17,2 %    | 2,0 %     | 1,7 %  | 3,8 %  |
| 2020  | 74,0 % | 18,0 %    | 1,9 %     | 1,6 %  | 4,5 %  |

### Arabes musulmans
Les Arabes musulmans non bédouins constituent environ 70 % de la population arabe israélienne. Ils vivent en majorité dans le nord du pays et à Jérusalem-Est, même s'ils sont aussi présents dans des villes du sud d'Israël. Ils ne sont pas obligés de servir au sein de l'armée mais peuvent se porter volontaires.
En 2004, un enfant sur 4 qui nait en Israël est musulman et cette population est très jeune (42 % ont moins de 15 ans, à comparer au chiffre de 26 % dans la population juive)[réf. nécessaire]. L'âge moyen des musulmans israéliens est 18 ans, contre 30 ans pour les juifs israéliens. 3 % des musulmans ont plus de 65 ans, contre 12 % pour les juifs israéliens.
Les projections[Quand ?] estiment que la population musulmane représentera plus de 2 millions de citoyens israéliens, soit 24-26 % dans les 15 prochaines années. Elle représentera alors 85 % des Arabes israéliens vers 2020, soit 3 points de plus qu'en 2005.
Cependant, depuis 2000, la démographie musulmane israélienne connaît un net fléchissement. L'indice de fécondité, stable à 4,7 pendant toutes les années 1990, est tombé à 4,3 en 2004, 4 en 2005, 3,3 en 2015 puis 2,9 en 2022. Le même phénomène a touché Druzes et Arabes chrétiens dans les années 1990 et leur indice de fécondité est maintenant inférieur à celui des Juifs. Cela devrait conduire à réviser les projections démographiques. Le changement est essentiellement la conséquence du plus haut niveau d'éducation des jeunes femmes musulmanes, qui sont aussi de plus en plus nombreuses à travailler.
La croissance démographique de cette population musulmane n'est pas sans poser des débats dans la vie politique israélienne. Dr Wahid Abd Al-Magid, éditeur de Al-Ahram's Arab Strategic Report estime[Quand ?] que « …Les Arabes de 1948 (i.e. les Arabes israéliens) pourrait devenir majoritaires en Israël vers 2035 et le seront certainement en 2048 ». Ce type d'analyse et de projection a amené certains politiciens israéliens[Qui ?] à proposer un échange de territoires avec la Cisjordanie [Quand ?] pour garantir que la majorité de la population reste juive en Israël[réf. nécessaire]. L'un de ces plans propose d'associer les populations arabes du Wadi-Ara (à l'ouest de la ligne verte) à un futur État arabe palestinien, en échange des principaux blocs d'implantation juive de Cisjordanie,. Toutefois, certains critiquent ces propositions jugées insuffisantes car elles ne feraient diminuer que de 2 % environ le pourcentage d'Arabes israéliens dans la population totale[réf. nécessaire]. 
En réalité, aucune étude ne permet d'affirmer que les Arabes israéliens seront majoritaires en 2048. En 2021, Youssef Courbage parle de « L'étonnant renversement des démographies israélienne et palestinienne 1948-2048 ».

Armes de la ville de Rahat

#### Bédouins
Le terme de « Bédouins » ou « Badaoui » en arabe désigne un ensemble de groupes ethniques, originellement nomades, vivant dans les zones désertiques du Sahara de l'Ouest au Moyen-Orient. Certains (les fellahin) se sont sédentarisés et travaillent la terre. La plus grande localité de Bédouins en Israël est la ville de Rahat, au nord de Ber-Sheva. Le gouvernement israélien encourage les Bédouins à se sédentariser dans certaines villes en particulier, mais beaucoup vivent dans des villages non reconnus, malgré les vœux des autorités officielles et la moindre disponibilité de services sociaux.
Les Bédouins sont admis dans l'armée israélienne sur le principe du volontariat, mais seulement 4 % de ces citoyens se portent volontaires.

#### Druzes
Les Druzes sont un groupe religieux arabe présent principalement en Israël, en Syrie et au Liban. Les Druzes israéliens vivent essentiellement dans le nord du pays, notamment à Daliat el Karmel près de Haïfa. Des villes druzes existent également dans les hauteurs du Golan, territoire revendiqué par la Syrie.
Outre l'hébreu, les Druzes possèdent un dialecte, l'arabe druze (en arabe : اللهجة الدرزية), qui est une façon de prononcer l'arabe (prononciation de toutes les lettres) proche de celle de l'arabe littéraire mais qui les distingue du reste de la population arabophone du pays parlant l'arabe palestinien.
La majorité des Druzes se définissent comme israéliens et doivent faire leur service militaire, à la demande de leurs dirigeants communautaires. Les Druzes israéliens, contrairement à leurs coreligionnaires syriens, refusent d'être qualifiés de musulmans mais plutôt d'ismaélites. Certains d'entre eux refusent même d'être identifiés à des Arabes, revendiquant qu'ils ne partagent avec eux que la langue arabe. Toutefois, des personnalités druzes comme Salman Natur et Jamal Mu'addi se définissent comme des Arabes palestiniens.
De nos jours, les Druzes sont mieux intégrés que les Arabes israéliens sunnites ou chrétiens dans les institutions israéliennes : « 30 % des hommes druzes israéliens travaillent dans la défense nationale », « des emplois leur sont également réservés dans la police et dans l’administration pénitentiaire et sur les 120 députés élus à la Knesset, quatre sont druzes ». D'autres comme Naïm Araidi sont diplomates.

### Arabes chrétiens
Les chrétiens arabes de citoyenneté (mais pas de nationalité) israélienne sont environ 7 % de la population arabe israélienne et résident en grande partie dans le nord du pays, Nazareth étant la plus grande ville arabe chrétienne en Israël. Ils sont majoritairement de rite melkite (églises byzantines grecque-orthodoxe et grecque-catholique) avec une minorité qui est de rite latin (église romaine). Les chrétiens sont actifs dans la vie économique israélienne mais également dans la vie politique et civile. Un juge de la Cour suprême d'Israël est chrétien et George Deek est ambassadeur.

## Terminologie israélienne
L'État d'Israël établit une distinction entre citoyenneté (אזרחות) (israélienne ou étrangère pour les résidents non israéliens) et nationalité (לאום) (juive, arabe, druze, circassienne, bédouine).

### Nationalités
Les nationalités Juifs et Arabes, présentées en Israël comme deux catégories distinctes, ne sont pas sans poser problème, dans la mesure où des centaines de milliers de Juifs israéliens sont originaires des pays arabes, et peuvent être considérés comme des Juifs arabes ; à leur arrivée en Israël, ils étaient tous arabophones et de culture arabe. Aujourd'hui encore, certains de leurs descendants refusent d'effacer cette part de leur héritage : « en Israël, des intellectuels juifs d’origine marocaine revendiquent la reconnaissance de leur culture arabo-mizrahi et leur identité arabe qui, pour eux, représente un patrimoine à part entière pour tous les juifs », peut-on lire dans Tribune juive en 2016. Le journaliste Gilles Anidjar, lui-même de famille française d'origine marocaine émigrée en Israël, souligne le fait qu'en Israël, « juif » et « arabe » sont des nationalités distinctes parce que cela sert de nombreux intérêts ; selon lui, « ces noms gravent dans la loi la séparation qui fournit une « solution » au conflit ».

#### Nationalité bédouine

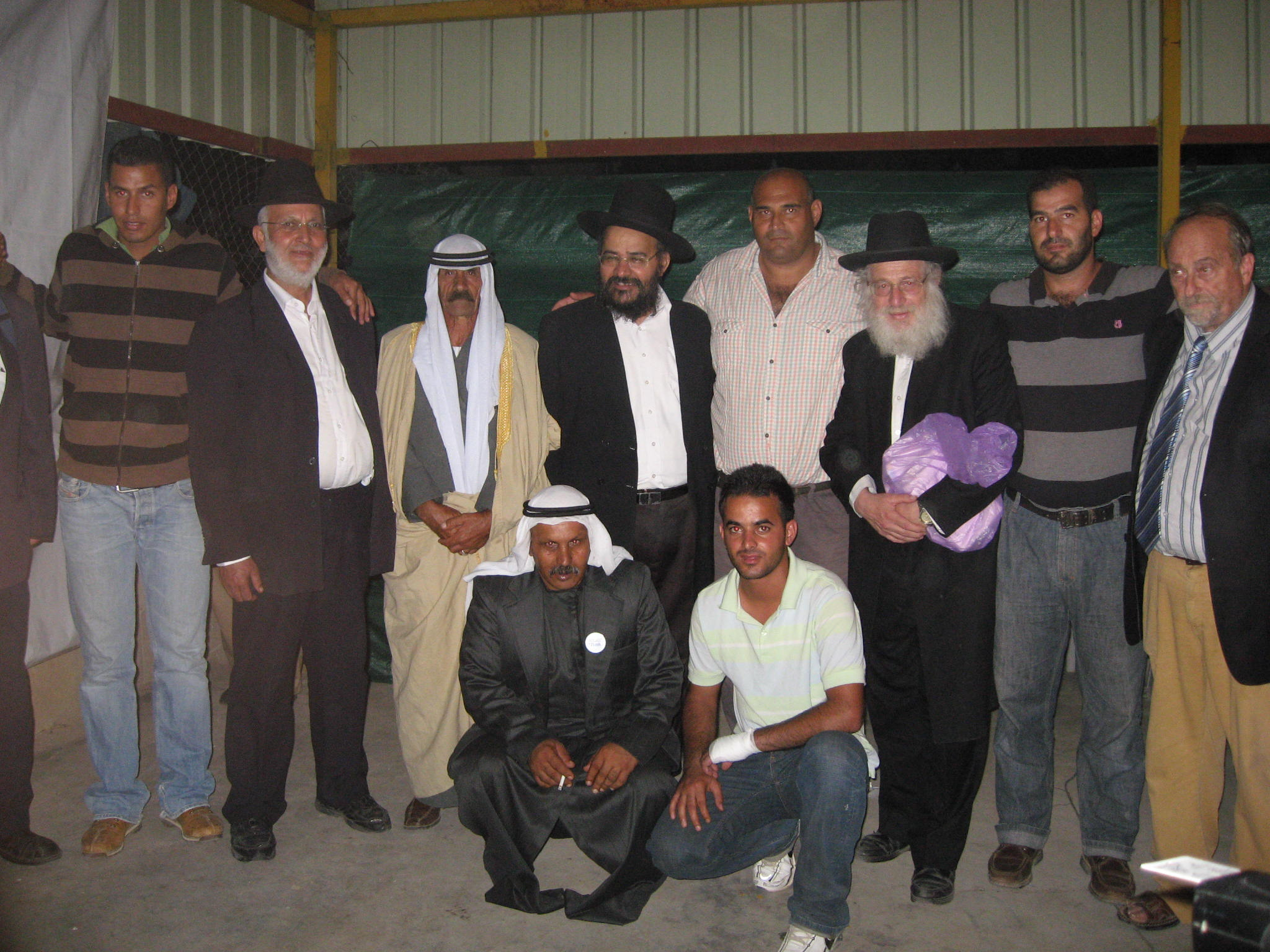
Membres de la tribu Al-Huzeil revendiquant une ascendance juive et des membres du rabbinat, Rahat, 2009

En Israël, « la catégorie Bédouin apparaît très vite dans certains formulaires officiels aux côtés de celle de musulmans, druzes, chrétiens et circassiens », alors même que les Bédouins sont musulmans, bien que certains d'entre eux refusent même d'être identifiés à des Arabes. « Les autorités n’ont jamais caché leur désir de les dissocier des autres Palestiniens de citoyenneté israélienne ». « Cette différenciation est présente au niveau institutionnel puisque la formulation « Bédouins dans l’État d’Israël » est une expression à part entière recensée dans le lexique de la Knesset, le Parlement israélien ». On trouve également, jusque dans les documents des organisations internationales, qui reprennent la terminologique israélienne, la distinction entre Arabes (c'est-à-dire Palestiniens) et Bédouins, alors que les Bédouins sont des Arabes : « Depuis 1994 le Gouvernement met en œuvre des mesures de discrimination positive pour favoriser l’intégration des populations arabe, bédouine, druze et circassienne dans la fonction publique », dit un rapport des Nations unies. Les Bédouins en sont arrivés à ne plus oser formuler leurs revendications en tant qu’« Arabes » ou en tant que « Palestiniens », de peur de s’attirer les foudres des autorités. « Dans de nombreux contextes, les Bédouins n’utilisent plus l’ethnonyme `arab (litt. Arabe) pour se présenter, comme c’était encore le cas dans les années cinquante. Aujourd’hui, ils ont recours au terme bedû (Bédouins), un terme « qui renvoie simplement aux habitants du désert », qu’utilisaient surtout leurs voisins », notamment les paysans arabes du Negev.

#### Nationalité druze

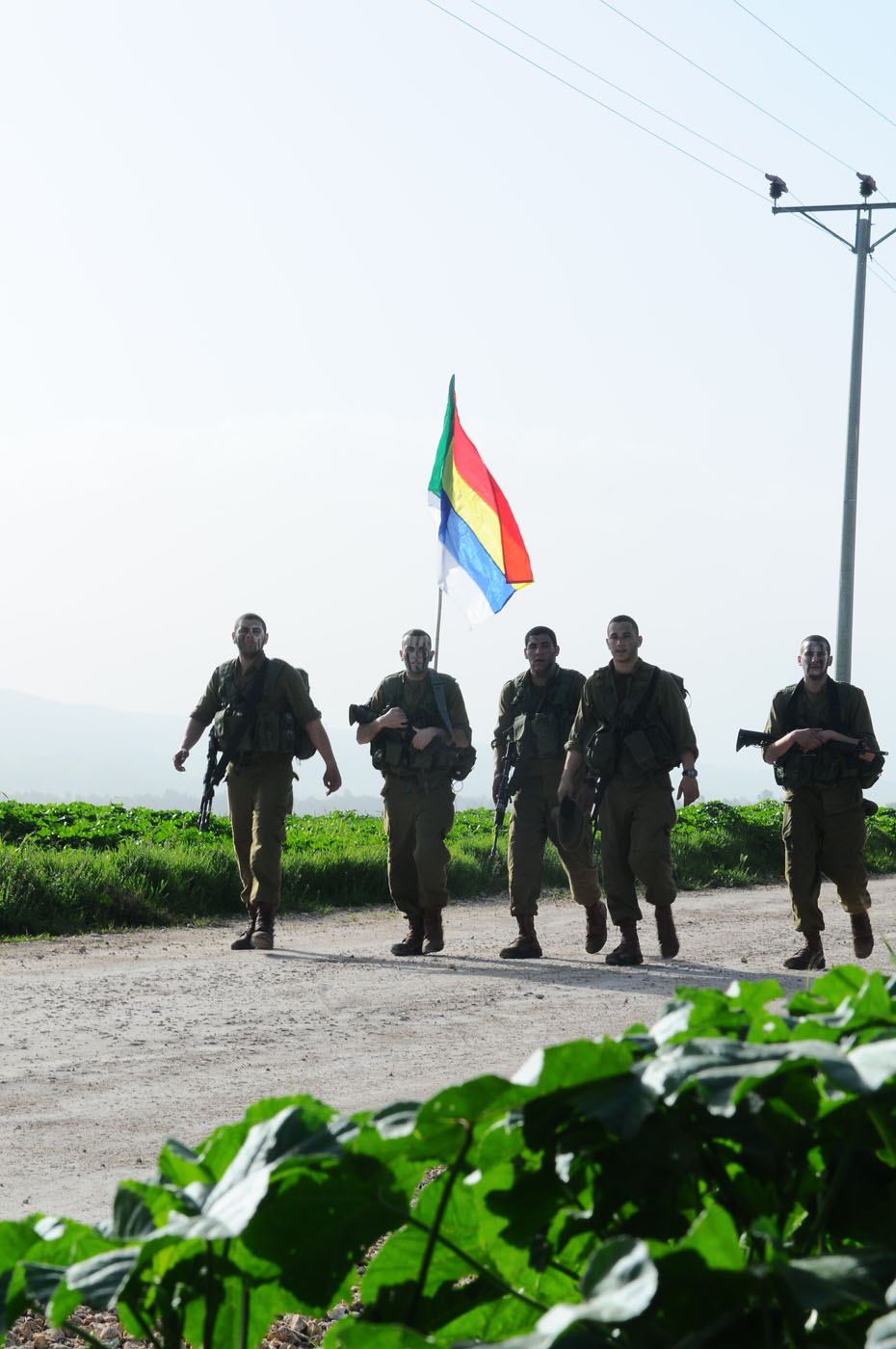
Druzes du bataillon d'élite Herev, 2012

« Le gouvernement israélien a officiellement retiré les Druzes de la liste des « minorités arabes » en leur créant une catégorie « nationale religieuse » distincte », dans la poursuite du « Pacte de sang », une alliance de soutien mutuel (Druzes et Juifs) datant de 1948, bien que l'anthropologue Bouba Nouhou Alhadji affirme que « les druzes sont arabes et de culture arabe. Ils se définissent comme arabes de nationalité et druzes de religion,contrairement à ce que peuvent affirmer les Arabes musulmans ou chrétiens. Mais l’État hébreu va distinguer les druzes des « Palestiniens musulmans ou chrétiens », prétextant que « religieusement » et socialement », les druzes ne sont pas « arabes » parce qu’ils sont druzes ». Israël s'appuie surtout sur le fait que nombre d'entre eux refusent d'être assimilés aux musulmans (ils se disent « Ismaélites » ou « Unitaires, muwahhidûn »), sur leur sentiment de ne pas être foncièrement liés au récit national palestinien et sur leur patriotisme sioniste : un sondage israélien montre que 46 % des Druzes ne se considèrent pas arabes et 99 % des soldats druzes préfèreraient intégrer le reste de l’armée israélienne plutôt que de rester dans l'unité druze (Herev,« Epée ») qui leur est propre.
Les médias israéliens les appellent « nos frères de sang » et d'ailleurs, le soutien apportée par la communauté druze au sionisme est considérée comme une trahison par le reste des Arabes à l'égard desquels les Druzes restent méfiants, ce qui accentue le clivage.

### Orientation identitaire
De manière générale, les catégorisations imposées par le système juridique israélien, répétées dans les formulaires administratifs finissent par orienter le contenu des représentations chez les habitants du pays. « Le cadre juridique et sa complexité ne génèrent pas simplement des inégalités statutaires entre les membres de la population israélienne, en fonction de leur appartenance à tel ou tel groupe. Mais, en imputant des termes qui figent et soulignent les différences culturelles entre ces groupes, ils en font des entités ethniques - entités qui sont pourtant loin de correspondre à des groupes cohérents et pertinents », selon Cédric Parizot. Ces identités différenciées risquent à l'avenir de faire surgir un sentiment d'exclusion, particulièrement depuis le vote de la loi définissant Israël comme « État nation du peuple juif » en 2018. 

## Répartition géographique

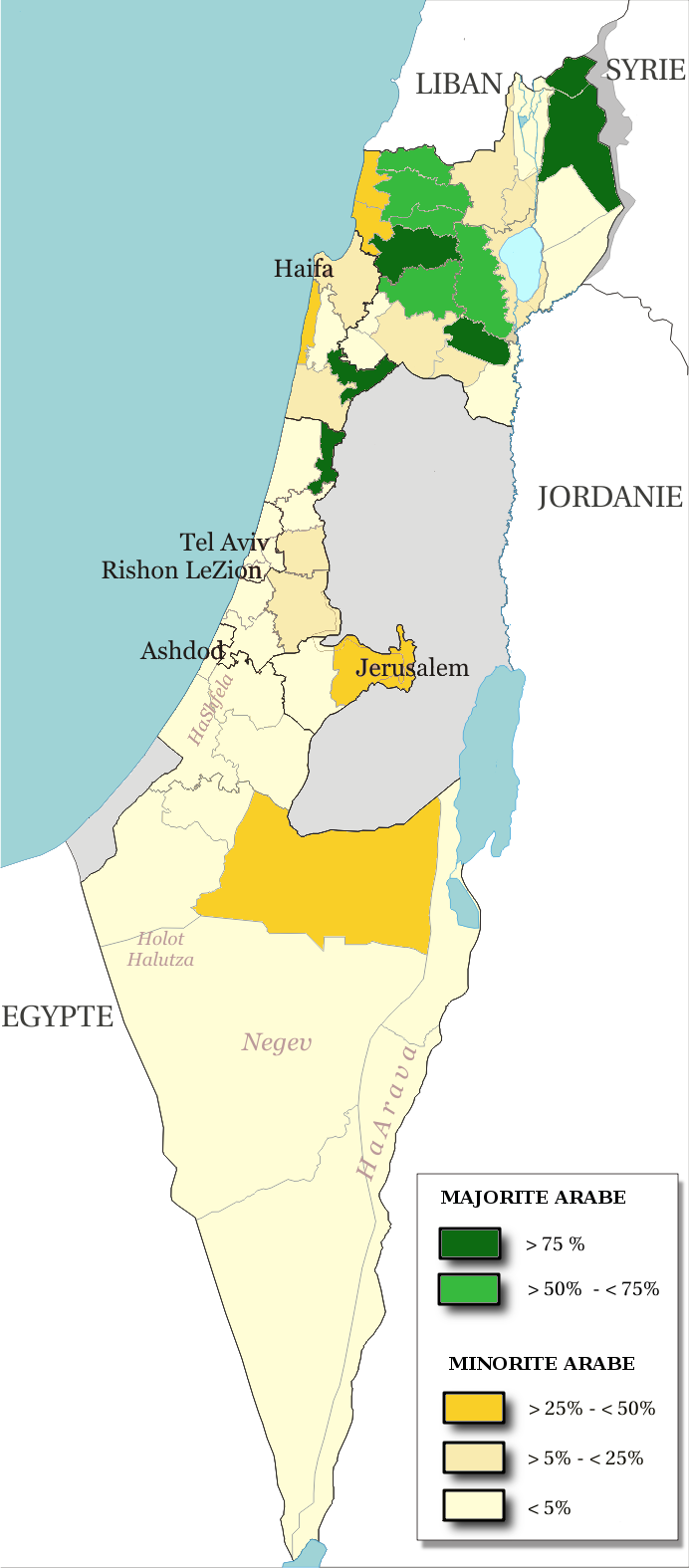
Proportion de la population arabe sur le territoire dont Jérusalem-Est et le plateau du Golan, en 2000

La population arabe d'Israël vit à 71 % dans 116 municipalités, généralement[pas clair] à forte majorité arabe, dont seulement neuf ont le statut de ville ; à 24 % dans des villes à majorité juive, principalement Jérusalem, Haïfa, Tel Aviv-Jaffa, Acre, Lod, Ramla, Ma'alot-Tarshiha et Nazareth Illit ; à 1 % dans des endroits dont la quasi totalité de la population est juive (kibboutz, etc.) ; à 4 % dans les communautés de Bédouins du Néguev.
40 % des musulmans israéliens (soit 400 000 personnes) vivent dans des communautés situées nord du pays, à forte majorité arabe.

## Vie économique
Le pourcentage des personnes actives parmi les Arabes israéliens est évalué à 39 %, contre 57 % pour le reste de la population. Ce point souvent soulevé comme critique contre cette population s'explique facilement : Comme indiqué ci-dessous, l'âge moyen des musulmans israéliens est 18 ans, contre 30 ans pour les juifs israéliens. Il présente des disparités entre la participation des actifs hommes (60 % mais caractérisé par une entrée jeune dans le monde du travail et peu d'emploi après 45 ans) et des actives femmes qui sont beaucoup moins présentes sur le marché du travail (17 % contre 55 % pour les Juives israéliennes). Les disparités selon les groupes ethniques, les sexes et les tranches d'âge, s'expliquent par des préférences personnelles, des pressions sociales, un manque d'opportunités et des différences d'éducation (surtout pour les plus âgés). Les Arabes ont été plus durement frappés par la récente récession vécue par le pays. En 1989, 68 % des hommes arabes étaient actifs (contre 62 % pour les hommes juifs) alors que le taux d'actifs est maintenant de 60 % pour les deux communautés. Les principaux secteurs d'activité des Arabes sont le bâtiment pour les hommes (25 %) et l'éducation pour les femmes (38 %).
Les Arabes israéliens (comme les Juifs ultra-orthodoxes, haredis) étant exemptés du service militaire et donc des périodes annuelles de réserve, ils sont dans un sens favorisés par rapport au reste de la population israélienne comprise en 18 et 40 ans environ mais cela les prive aussi d’une série d’avantages, de formations et d’aides, dans le secteur de l'éducation notamment et en conséquence sur le marché du travail, qui leur auraient servi même après 40 ans. Cette exclusion de facto a une incidence non négligeable et explique en partie un taux d’activité et des salaires moindres pour ces populations.
Ainsi, les Arabes gagnent en moyenne 69 % de ce que gagnent les Juifs israéliens. Le revenu horaire moyen des Arabes israéliens étaient de 29,5 shekels en 2003. Le revenu horaire moyen des femmes (30,3 shekels) était supérieur à celui des hommes (29,3 shekels), ce qui est particulièrement remarquable mais s'explique par le fait que les femmes sont principalement présentes dans des fonctions publiques comme l'éducation.
Les revenus des Arabes israéliens sont répartis en moyenne entre leurs salaires (76 % contre 77 % pour les Juifs) et des allocations (20 % contre 11 % pour les Juifs). Leurs dépenses principales sont alimentaires (le logement est la principale dépense des foyers juifs). Ces différences s'expliquent par des revenus plus faibles et par le fait que les Arabes soient plus souvent propriétaires de leurs logements (à 87 % contre 68 % chez les Juifs).
La principale donnée sur le développement économique des Arabes israéliens depuis 1949 est sa transformation d'une population agricole en une population plus ouvrière dans l'industrie. Plusieurs étapes ont marqué l'évolution économique de ces populations. Jusqu'en 1967, les Arabes sont prolétarisés. À partir de 1967, le développement économique est encouragé et une bourgeoisie arabe apparaît. Depuis les années 1980, les communautés arabes ont développé plus particulièrement leur potentiel industriel.

### Alimentation
Le Bureau central des statistiques indique des disparités dans le choix des dépenses alimentaires du pays selon le groupe religieux, la taille de la famille et les revenus du foyer,.
| Israéliens | Viandes et volailles | Fruits et légumes | Produits laitiers | Total nourriture /budget |
| ---------- | -------------------- | ----------------- | ----------------- | ------------------------ |
| Arabes     | 974 NIS              | -                 | 12 %              | 23,9 %                   |
| Juifs      | 650 NIS              | 770 NIS           | 12 %              | 15,9 %                   |
| Laïques    | -                    | -                 | 12 %              | 15,6 %                   |

Les disparités alimentaires se marquent aussi dans le choix du pain consommé : seulement 15% des Arabes israéliens consomment du pain à base de blé entier de haute qualité quand les Juifs israéliens sont 55% à le préférer.
Ces choix alimentaires différenciés ajoutés au mode de vie ont pour conséquence certains types de maladie (obésité, diabète, maladies cardio-vasculaires…) et donc une incidence sur l'espérance de vie et le taux de mortalité parmi ces populations.

## Santé
Des améliorations des conditions de vie, de l'éducation et des soins ont permis de diminuer le taux de mortalité infantile des Arabes israéliens, qui est passé de 32 pour mille naissances en 1970 à 8,6 pour mille en 2000. Parmi les Arabes, les populations musulmanes ont le taux de mortalité infantile le plus élevé, 9,1 pour 1 000 contre 46,1 pour mille en 1961. Chez les chrétiens, le taux est passé de 42,1 en 1961 à 6,7 en 1996. Chez les Druzes, il est passé de 50,4 à 8,9 décès pour mille naissances.
En 2017, les statistiques de l'hôpital anglais de Nazareth montrent que les Arabes israéliens sont hospitalisés 1,4 fois plus que les Juifs et consultent les médecins des centres médicaux (koupot ‘holim) 1,15 fois plus souvent que leurs concitoyens juifs.
L'espérance de vie de ces populations a progressé de 27 ans depuis 1948. Les causes principales de décès sont les maladies cardiaques et le cancer. Près de la moitié des hommes arabes fument, et environ 14 % ont été diagnostiqués avec du diabète en 2000. En 2017, il reste un écart de quatre ans dans l’espérance de vie entre les populations arabes et juives.
Dans le budget 2002, le ministre israélien de la santé a alloué 1,6 million de shekels aux communautés arabes, parmi les 277 millions du budget alloué au développement des services de santé. Le Comité mixte pour l’emploi arabe et l’égalité sociale indique en 2017 qu'un nouveau budget et un plan de santé ambitieux sont nécessaires pour promouvoir une meilleure éducation à un mode de vie sain chez les Arabes israéliens afin de réduire les écarts.

### Obésité et sous-poids
Le rapport du ministère de la Santé israélien de 2013, confirmé par celui de l'OCDE de 2017, indique que plus de 50 % de la population adulte en Israël souffre de surpoids ou d'obésité. En 2017 et selon l'étude du Dr Bishara Basharat, directeur de l’hôpital anglais de Nazareth et président de la Société pour l’avancement de la santé dans la population arabe, 11% des diabétiques juifs sont définis comme ayant un mauvais équilibre de leur glycémie, comparativement à un taux beaucoup plus élevé de 19% chez les diabétiques arabes.
En revanche, les enfants issus de famille bédouines et ultra-orthodoxes juives (haredi) seraient en sous poids et présenteraient même des problèmes de croissance. Les explications se trouvent dans la plus grande pauvreté de ces deux populations par rapport au reste des Israéliens, le grand nombre d'enfants par famille et leur mobilité notamment par des déplacements à pieds plutôt qu'en transports.

## Éducation
Le nombre d'années de scolarisation des enfants arabes israéliens a augmenté entre 1961 et 1996, passant de 1,2 à 10,4 années. Le niveau d'éducation des Arabes israéliens est relativement plus faible que celui des Juifs israéliens, ce qui a un impact sur les niveaux de salaires.
Human Rights Watch pointait, dans un rapport datant de 2001, les inégalités entre les écoles publiques arabes et juives et l'investissement gouvernemental plus faible dans l'éducation des enfants arabes. Les classes étaient en moyenne, toujours d'après ce rapport, 20 % plus chargées chez les Arabes,.

## Statut légal et politique
Les Arabes israéliens sont des citoyens à part entière de l'État d'Israël, avec une protection égale devant la loi et les mêmes droits que leurs concitoyens. Cependant, un expert du Comité des droits de l'Homme de l'ONU s'interroge sur l'existence d'une « discrimination fondée sur l’origine ethnique ou nationale [qui] semble omniprésente et matérialisée dans un nombre considérable de règles, lois et pratiques qui gouvernent le quotidien et l’existence dans ses moindres aspects, de la naissance à la mort, des Arabes vivant en Israël et des Palestiniens ».
La loi Israël, État-nation du peuple juif adoptée le 19 juillet en 2018 est inscrite dans les lois fondamentales (qui font offices de Constitution). Cette loi stipule que seul le peuple juif dispose du droit à l’autodétermination en Israël, sans préciser les frontières concernées (ouvrant ainsi la voie à une expansion territoriale), établissant ainsi une suprématie ethnique et rejetant explicitement le droit à l’autodétermination du peuple palestinien. Si l'arabe a été une des langues officielles de l'État de 1948 à 2017, il est depuis l'adoption de cette loi une langue à statut « spécial » et non plus officiel. 

### Intégration
Sur le plan des principes, tous les citoyens israéliens sont égaux en droit. La déclaration d’Indépendance du 14 mai 1948 est sans ambiguïté. Elle proclame « une égalité absolue entre tous ses citoyens, sans distinction de religion, de race ou de sexe ». Les citoyens arabes musulmans et chrétiens, comme les citoyens juifs, peuvent voter à la Knesset. Plusieurs partis politiques arabes sont représentés à la Knesset depuis 1984.
Considérés comme une minorité déloyale à l’État, les Arabes israéliens subissent jusqu'en 1966 un régime militaire.
La radio publique a un canal diffusant en arabe 24 h sur 24, la télévision publique présente des programmes en arabe et il existe une quinzaine de quotidiens et d’hebdomadaires.
La liberté de conscience et de culte est inscrite dans la déclaration d’Indépendance du 14 mai 1948 et selon C. Dupeyron, les différences religieuses sont respectées.
Des réussites personnelles sont des signes ponctuels d'intégration des Arabes israéliens :
- Neuf Arabes israéliens ont été élus au parlement, dans la 17e Knesset (sur 120 parlementaires). Lors des élections de la 20e Knesset de 2015, le nombre des députés arabes est passé à 14, la grande majorité réunis sous la "Liste Unie" composée des partis arabes, nationaliste et islamiste et du parti communiste (qui est un parti judéo-arabe).
- Le 3 mars 1999, Abdel Rahman Zuabi (en) fut le premier arabe siégeant à la Cour Suprême. Il fut également nommé vice-Président de la cour du district de Nazareth. Lors de sa nomination, le ministre de la Justice Tzahi Hanegbi déclara que la nomination de Zuabi était un signe d'intégration réussie de la communauté arabe dans la vie du pays.
- Un juge arabe, Salim Jubran (en), siège de façon permanente à la Cour suprême d'Israël depuis mai 2004. Il est originaire de Haïfa et né dans une famille chrétienne avec des racines maronites libanaises. Il est reconnu pour son expertise sur le droit criminel et connu pour sa sévérité face aux crimes sexuels ou liés à la drogue.
- Le gouvernement de Ariel Sharon comptait, en 2001, un ministre arabe, Salah Tarif et Oscar Abou Razaq fut nommé Directeur Général du ministère de l'intérieur en mars 2005.Personnalités arabes d'Israël. De gauche à droite : Seif el-Din el-Zoubi (député-maire), Amin Tarif (en) (chef spirituel druze), Emile Habibi (politicien), Mahmoud Darwish (écrivain poète), Michel Sabah (prélat catholique), Ayman Odeh (politicien), Haneen Zoabi (députée), Raed Salah (chef du Mouvement islamique), Samih al-Qasim (poète), Salim Toama (footballeur), Azmi Bishera (politicien), Mira Awad (chanteuse, actrice), Hiam Abbass (actrice), Rula Jebreal (journaliste), Nadia Hilou (politicienne)

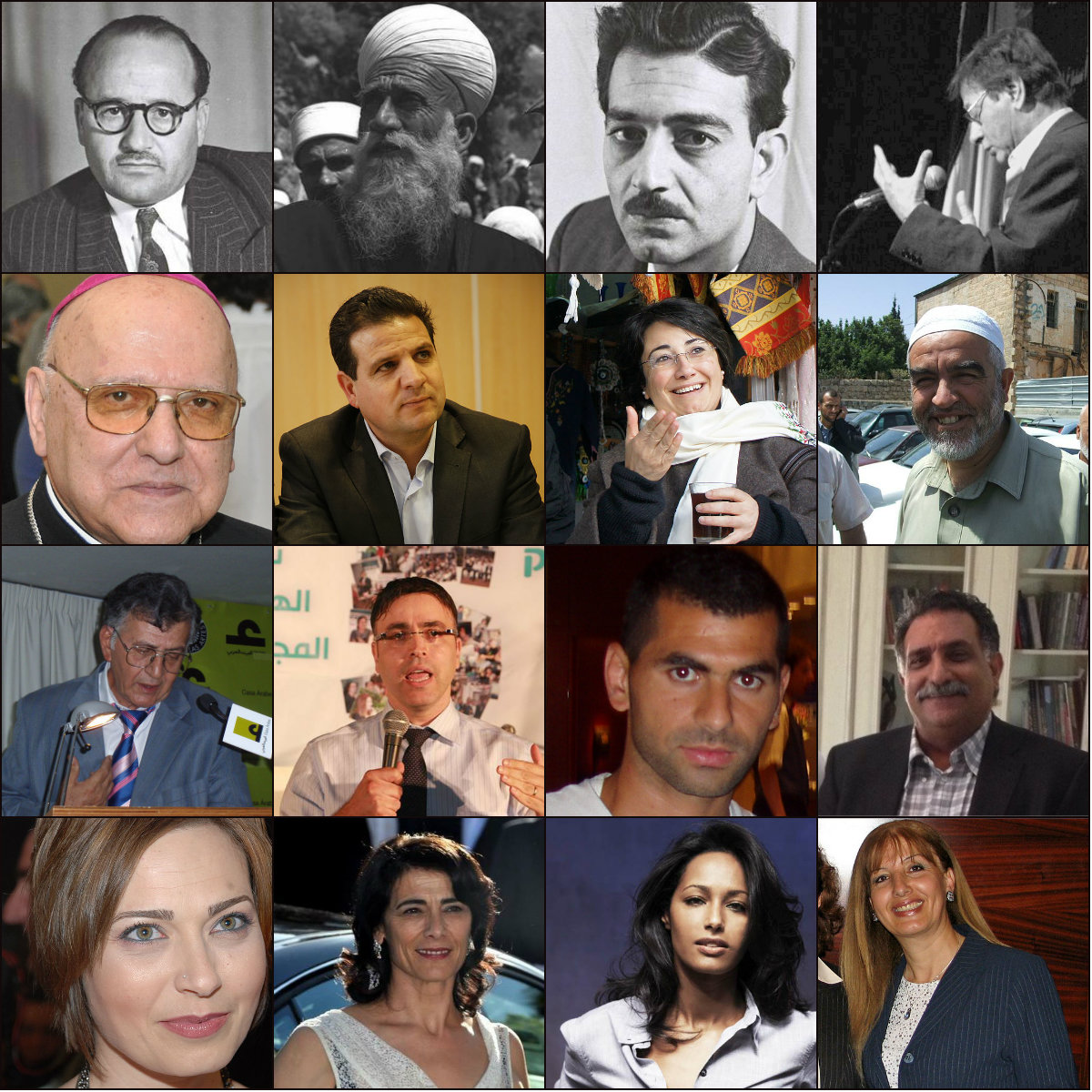
Personnalités arabes d'Israël. De gauche à droite : Seif el-Din el-Zoubi (député-maire), Amin Tarif (chef spirituel druze), Emile Habibi (politicien), Mahmoud Darwish (écrivain poète), Michel Sabah (prélat catholique), Ayman Odeh (politicien), Haneen Zoabi (députée), Raed Salah (chef du Mouvement islamique), Samih al-Qasim (poète), Salim Toama (footballeur), Azmi Bishera (politicien), Mira Awad (chanteuse, actrice), Hiam Abbass (actrice), Rula Jebreal (journaliste), Nadia Hilou (politicienne)

- D'autres personnalités ont accédé à la célébrité en Israël, comme le romancier Émile Habibi, le journaliste et écrivain Sayed Kashua, les réalisateurs Elia Suleiman et Hany Abu-Assad, les actrices Hiam Abbass et Clara Khoury, l'actrice et chanteuse Mira Awad, les acteurs Makram Khoury (père de Clara), Mohammed Bakri et son fils Saleh Bakri, Ali Suliman, Yousef Sweid, Shredy Jabarin et Mahmoud Shalaby, le prêtre et directeur de collège Émile Shoufani et quelques joueurs de football (Biram Kayal, Hatem Abd Elhamed, Taleb Twatiha).
- En 1999, une femme arabe est devenue Miss Israël pour la première fois de l'histoire du pays. Elle se déclara totalement israélienne. Cette élection de Rana Raslan (en), originaire de Haïfa, fit les titres des journaux en Israël et dans le monde.
- En avril 2006, une arabe musulmane de 20 ans a gagné un show de la télé réalité israélienne[64],[65].
- En janvier 2005, Azmi Nassar, arabe israélien, est devenu l'entraîneur de l'équipe de Palestine de football pour 2 ans[66].
- Fin février 2007, le député druze Majalli Wahaba, adjoint de la présidente par intérim Dalia Itzik et vice-président de la Knesset, a hérité du poste pendant une semaine, en raison d'un voyage de la présidente aux États-Unis. Il fut le premier membre de la minorité arabe d'Israël à occuper cette fonction[67].

Dans une interview donnée en 2008, le cinéaste et acteur arabe israélien Mohammed Bakri souligne que « les Arabes qui vivent à l'intérieur d'Israël sont plus libres de faire des choses sur le plan culturel que les Palestiniens vivant dans les territoires occupés. La vie est plus confortable, nous avons un passeport israélien, nous pouvons nous déplacer librement, voyager à l'étranger ».
Selon le sondage effectué en 2017 par le Programme de coopération judéo-arabe de la Fondation Konrad-Adenauer au Centre Moshe Dayan d'études sur le Moyen-Orient et l'Afrique de l'université de Tel Aviv, « 60 % des Arabes israéliens ont une opinion positive de l'État »,.
Les discours racistes en Israël visant les Arabes se sont banalisés dans les médias mais aussi dans les plus hautes sphères de l’État notamment depuis l'arrivée du sixième gouvernement Nétanyahou, fin 2022.
En 2025, 56 % des juifs israéliens se prononcent pour la déportation hors d’Israël de leurs compatriotes arabes selon un sondage de l'institut de sondage israélien Geocartography réalisé pour l'Université d'État de Pennsylvanie,.

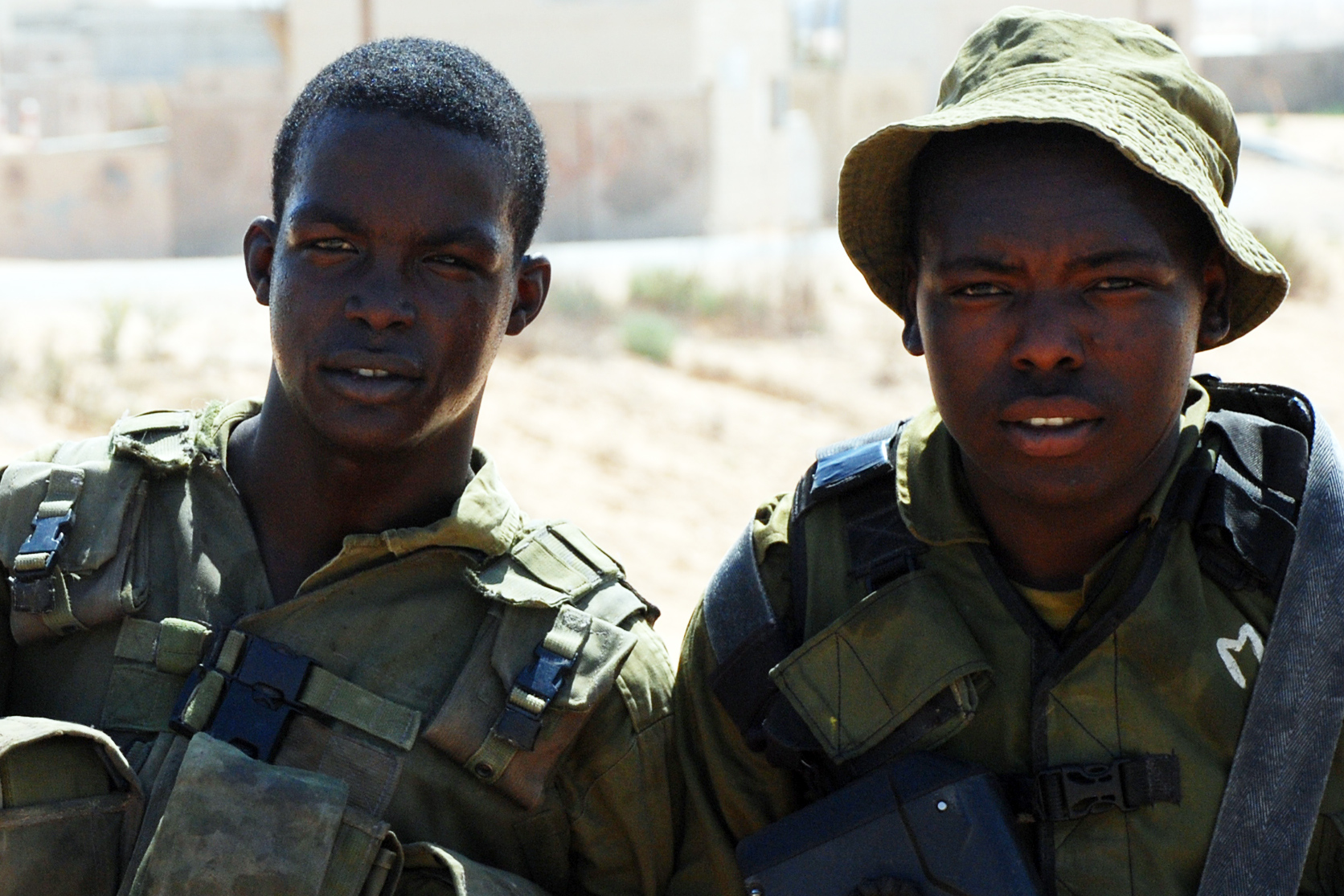
Soldats de Tsahal servant dans le Bedouin Desert Reconnaissance, un bataillon d'infanterie en grande partie composé d'Arabes bédouins, 2011

### Service militaire
Selon la loi israélienne, les citoyens israéliens sont soumis à la conscription. Cependant une politique de longue date exempte les Arabes israéliens de faire leur service militaire ; toutefois les membres de certaines tribus bédouines servent dans Tsahal ainsi que des citoyens arabes musulmans et chrétiens, sur la base d'un engagement volontaire. Alternativement, les jeunes Arabes israéliens ont la possibilité de faire un service civil, ce qui leur accorde des avantages similaires à ceux dont bénéficient les soldats démobilisés et qui les intègre d'autant mieux dans la société israélienne en améliorant leur niveau de vie.

### Organisation politique

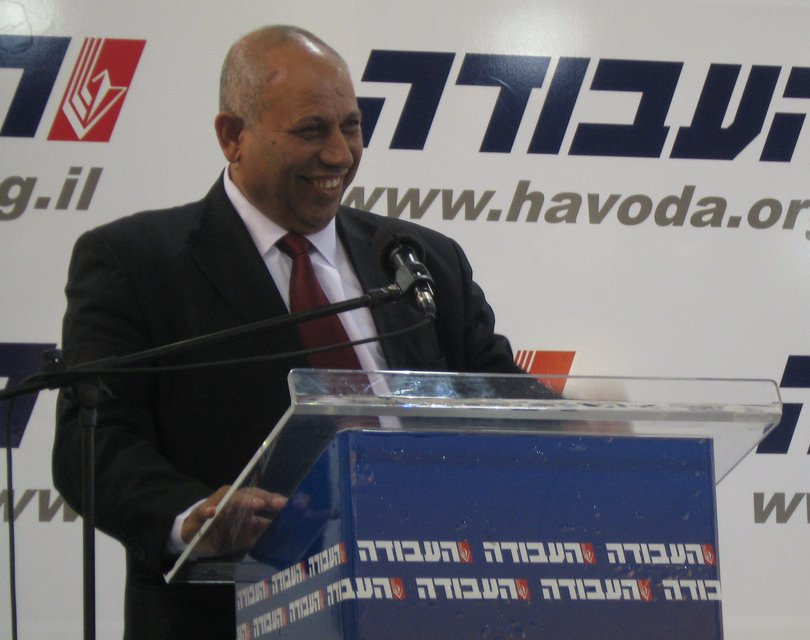
Raleb Majadele, ministre de 2007 à 2009.

La Liste unifiée est la coalition représentant les Arabes israéliens. Elle est composée de 4 partis : la liste arabe unie, le Ta'al, le Balad et l' Hadash.C'est la 3e force politique du pays. Parmi ces 13 députés, 12 sont arabes :
- Ayman Odeh
- Masud Ghnaim (en)
- Jamal Zahalka
- Ahmed Tibi
- Aida Touma-Suleiman
- Abd al-Hakim Hajj Yahya (en)
- Haneen Zoabi
- Taleb Abu Arar (en)
- Basel Ghattas
- Yousef Jabareen (en)
- Osama Saadi
- Abdullah Abu Ma'aruf (en)

Le Parti communiste israélien, sous ses différents noms, a été ouvert dès le départ aux deux communautés.
Ghaleb Majadleh, membre du Parti travailliste et ministre de la Science et de la Culture et du Sport de 2007 à 2009, a repris en 2010 le siège laissé vacant par la démission de Yuli Tamir.
Shachiv Shnaan, un Druze, ancien membre du Parti travailliste et membre du Parti Indépendance créé en 2011 par Ehud Barak, a repris en 2012 le poste laissé vacant par la nomination de Matan Vilnai comme ambassadeur en Chine.
Cinq autres députés, majoritairement druzes, occupent des sièges d'autres partis :
- Likoud (droite national-libéral): Ayoub Kara (Vice-ministre du Développement du Néguev et de la Galilée)
- Union sioniste (centre gauche social-démocrate): Zouheir Bahloul (en)
- Koulanou (centre égalitariste): Akram Hasson (en)
- Israel Beytenou (extrême-droite séculariste): Hamad Amar
- Meretz (gauche socialiste et pacifiste) : Issawi Frej

Il y a eu des députés arabes dans toute l’histoire de la Knesset. Parmi eux, l’écrivain Émile Habibi, Tawfik Toubi (élu pendant plus de 41 ans entre la 1re et la 12e Knesset) et Taoufik Ziyad.
- Mouvement islamique israélien, est un mouvement islamiste arabe israélien. Il opère dans les domaines de l'éducation religieuse islamique, l'aide sociale aux arabes israéliens et l'action politique nationaliste pro-Hamas et antisioniste appelant à la disparition de l’État d’Israël pour sa branche dite « du nord », dirigée par Raed Salah, maire de la ville arabe israélienne d'Umm al-Fahm[75],[76].

### Discriminations
Le service militaire étant facultatif pour les Arabes musulmans et chrétiens (sauf pour les Arabes Druzes et Bédouins, sur le principe du volontariat), cette exemption, dont ils bénéficient sans doute à certains égards, a toutefois un effet discriminant indirect et majeur dans la mesure où certaines offres d’emploi exigent l’accomplissement du service militaire. Si dans certains secteurs « sensibles », liés à la Sécurité, ce critère d’embauche est compréhensible, il reste que dans bien des cas il n’aurait qu’une seule raison d’être selon Catherine Dupeyron : éliminer les candidats arabes aux postes à pourvoir.
Les principales inégalités sont de nature économique et sociale et suscitent l’amertume des Arabes israéliens.
Bien qu'ils représentent 21 % de la population, l'État ne leur consacre que 4 % de son budget pour son développement. Les Palestiniens citoyens d'Israël ne possèdent que 3,5 % des terres du pays.
Une étude réalisée en 2009 par l'École d'éducation de l'Université hébraïque a démontré que le budget du ministère israélien de l'Éducation destiné à l'aide spéciale aux étudiants issus de milieux socio-économiques défavorisés était « sévèrement » discriminatoire à l'égard des Arabes. L’étude a révélé que, parce qu’il y avait plus d’étudiants arabes dans le besoin, mais moins d’étudiants arabes dans l’ensemble, les étudiants juifs dans le besoin en matière d’éducation reçoivent entre 3,8 et 6,9 fois plus de financement que les étudiants arabes tout aussi nécessiteux. Le ministère de l'Éducation a déclaré en réponse au rapport qu'une décision avait déjà été prise d'abandonner cette méthode d'attribution. Le Comité de suivi de l'éducation arabe note que le gouvernement israélien dépense en moyenne 192 dollars par an pour chaque étudiant arabe, contre 1 100 dollars par étudiant juif. Le taux d'abandon scolaire des citoyens arabes d'Israël est deux fois plus élevé que celui de leurs homologues juifs (12 % contre 6 %). Le même groupe note également qu'il manque 5 000 salles de classe dans le secteur arabe. 
Catherine Dupeyron affirme que le développement urbain est en partie conçu pour limiter l’essor des localités arabes musulmanes et chrétiennes et favoriser celui des localités juives. Celles-ci seraient nettement privilégiées en termes de ressources budgétaires, de superficie municipale et d’attribution de zones industrielles. « La conséquence principale de la politique officielle de développement urbain est la pénurie de terrains à bâtir et de surfaces à cultiver dans le secteur arabe », remarque l’économiste israélien Jacques Bendelac, secteur où la densité de population est devenue beaucoup plus forte dans les localités juives israéliennes. Plusieurs lois facilitent la création de localités purement juives – notamment la loi de 2011 sur les commissions d’admission, qui autorise les communautés juives de ces régions à décider d'admettre ou non tout nouvel arrivant dans ces zones, ou encore la loi fondamentale sur l’État-nation, qui érige le « l'implantation juive » en « valeur nationale ». 
Les lois foncières en Israël favorisent l’accès à la propriété pour les Juifs et renforcent la ségrégation territoriale. Environ 13 % des terres de l’État sont gérées par le Fonds national juif, qui interdit leur vente ou leur location à des non-Juifs.
En 2000 : arrêt de la Cour suprême d'Israël concernant la famille Adel et Iman Kaadan, des Arabes israéliens qui voulaient acheter des terres dans une communauté exclusivement juive, Katzir. L'un des avocats, Dan Yakir, est membre de l’Association pour les droits civils en Israël. La Cour juge que la discrimination effectuée par Katzir est anti-constitutionnelle. Cependant, selon Human Rights Watch, cette décision n'est pas suivie d'effet.

### Loi de la citoyenneté
Comme il est expliqué dans le documentaire Love during wartime, le conjoint palestinien d'un citoyen israélien n'a pas le droit de vivre en Israël, officiellement pour des questions de sécurité mais aussi par crainte d'un afflux de Palestiniens en Israël.
En janvier 2012, la loi sur la citoyenneté et l’entrée en Israël a été confirmée par la Cour suprême d'Israël, elle interdit aux Palestiniens mariés à des Israéliens d’obtenir la nationalité israélienne, et aurait empêché des milliers de couple mariés de vivre ensemble.
Adoptée en 2003 pendant la seconde Intifada, elle pointait un objectif de sécurité, mais aussi la volonté de garder le caractère majoritairement juif d’Israël. Amendée en 2005, elle permet aux femmes de plus de 25 ans et aux hommes de plus de 35 ans de demander des permis de séjour temporaires, mais non d’acquérir la nationalité, à de très rares exceptions près. En 2007, elle est étendue pour s’appliquer aux conjoints originaires d’Iran, d’Irak, de Syrie et du Liban.

### Implications dans le conflit israélo-palestinien
Parmi la population arabe israélienne, les citoyens se définissent de façons très différentes selon leurs sensibilités aux nationalismes arabes, palestinien, leur rapport au territoire de la Palestine avant la création de l’État d’Israël, à la citoyenneté israélienne et à leurs liens avec l'État.
Jérusalem est au cœur des tensions : l’évacuation programmée d’une famille palestinienne à Sheikh Jarrah, l’irruption violente de la police israélienne sur l’esplanade des Mosquées et l'interdiction de prière aux musulmans – y compris les citoyens palestiniens de l'État – en plein mois de ramadan, attisent la colère des Palestiniens citoyens d'Israël.
En octobre 2000, au début de la seconde Intifada, 12 Arabes israéliens sont tués par des policiers israéliens lors de la répression de diverses manifestations. Le 27 janvier 2008, le procureur général de l'État d'Israël annonce l'abandon définitif des poursuites à l'encontre des policiers qui avaient tué les manifestants arabes en 2000. Ahmed Tibi, un député arabe israélien, déclare par la suite à la radio militaire : « Il est inadmissible que des policiers assassins tirent en toute impunité sur des citoyens sans qu'ils soient poursuivis. C'est une preuve supplémentaire de la discrimination que subit la population arabe ». Dans son rapport rendu public en septembre 2003, après deux ans et demi de travaux, la commission, présidée par le juge Théodore Orr, avait infligé un blâme sévère à la police israélienne, sans réclamer des poursuites judiciaires spécifiques. Elle avait lié les violences d'octobre 2000 en solidarité avec les Palestiniens à « l'incapacité des différents gouvernements israéliens à traiter de façon équitable la minorité arabe ».
Depuis la guerre de Gaza de 2008-2009 (nommée opération Plomb durci par Tsahal), un fossé s’est creusé entre la population juive, majoritairement favorable à l’intervention, et la population arabe, qui avait souvent de la famille dans la bande de Gaza et a condamné son bilan humain.
Pour le chercheur Antoine Shalhat, la guerre de Gaza menée par Israël depuis 2023 « a démontré la fragilité de la citoyenneté accordée aux Palestiniens en Israël et sa subordination aux exigences de la supériorité juive et du consens sioniste ».
Dans le débat public, toute contestation de l’action des autorités par les Arabes israéliens est aussitôt interprétée comme la preuve de leur déloyauté envers l’État. Ils sont alors souvent présentés comme un « front intérieur » qu'il faudrait combattre comme un ennemi. Dans ce contexte, la plupart s'abstiennent de manifester contre les opérations militaires ou de donner leur avis sur les réseaux sociaux.

## Associations et sites web dédiés aux Arabes israéliens
- Adalah (de l’arabe  عدالة  (ʕadāla(t)) : « justice » ; en hébreu,  עדאלה  (ʕadālah)), est une association à but non lucratif basée à Haïfa, qui se définit comme « centre juridique des droits de la minorité arabe en Israël »[88].
- Mossawa (de l’arabe  مساواة  (musāwā(t)) : « égalité » ; titre complet : Mossawa, The Advocacy Center for Arab Citizens of Israel), est une autre association à but juridique basée à Haïfa[89].
- Le magazine en ligne Qadita.net, fondé par Ala Hlehel, est consacré à la littérature arabe et réserve une rubrique aux auteurs homosexuels, une exception dans le monde arabe[90],[91].
- The Galilee Society (titre complet : The Galilee Society: The Arab National Society for Health Research and Services) est une association basée à Shefa Amr qui, au-delà de sa vocation première sur les questions de santé, se consacre à des questions environnementales et sociales[92].

Le collectif Ittijah (en) (de l’arabe  إتجاه  (‘ittijāh) : « direction, orientation » ; en anglais, Union of Arab Community-Based Associations), créé en 1995 à Haïfa, est un réseau d’associations de défense des droits des Arabes israéliens. Il semble ne plus être actif en septembre 2012.

## Culture

### Théâtre
- L’Arab-Hebrew Theatre est un théâtre de Jaffa formé par la réunion de la compagnie juive The Local Theatre et de la compagnie arabe Al-Saraya, jouant ensemble ou séparément, ce qui en fait un lieu culturel unique en Israël[94]. Les acteurs Norman Issa (également metteur en scène), Yousef Sweid, Loai Nofi et les actrices Mira Awad (également chanteuse et compositrice) et Khawlah Hag-Debsy y ont joué.
- Le théâtre Al-Midan (en arabe,  مسرح الميدان  (Misraḥ al-Mīdān), en hébreu,  תיאטרון אל-מידאן), le théâtre arabe de Haïfa, a été créé en 1994 par le ministre de l'Éducation (en) Shulamit Aloni sous le gouvernement de Yitzhak Rabin. Il a été géré entre autres par les acteurs Yussuf Abu-Warda, Salim Daw et Makram Khoury. Il accueille de jeunes comédiens sortis des écoles de théâtre, ainsi que des artistes expérimentés comme Mohammed Bakri, Salwa Nakkara, Suhel Haddad et d’autres.
- Le théâtre Diwan el Lajun à Ar'ara près d’Umm al-Fahm est dirigé depuis 2001 par l’acteur et dramaturge Gassan Abbas[95].
- La compagnie indépendante de théâtre palestinien ShiberHur ("un empan de liberté", en arabe) a été créée en 2009 à Haïfa par Amer Hlehel, Amir Nizar Zuabi (dramaturge), Ali Suliman, Ashraf Hanna et Ruba Blal[96].

### Musique
- Le groupe de rap DAM, natif de Lod, a composé le thème d'ouverture de la série télévisée Arab Labor.
- Mira Awad, chanteuse, compositrice et actrice, entre autres projets, travaille de longue date avec Noa ; elles ont interprété en commun la chanson There Must Be Another Way au concours Eurovision de la chanson 2009.
- Plusieurs instrumentistes classiques sont membres du West-Eastern Divan Orchestra dirigé par Daniel Barenboim. Parmi eux figure Nabeel Abboud Ashkar, violoniste et directeur du conservatoire de musique Polyphony de Nazareth, soutenu par la fondation Barenboim-Said, qui rassemble de jeunes musiciens juifs et arabes. Son frère Saleem Abboud Ashkar est pianiste et fait une carrière internationale.
- Nasreen Qadri, chante en hébreu[97] et en arabe[98], alternant quelquefois les deux langues dans la même chanson[99]. Elle s'est produite en duo avec l'Israélien Ziv Yehezkel qui chante en arabe[100].

### Cinéma
Depuis les années 2000, un nombre croissant de réalisateurs et d’acteurs arabes israéliens sont sortis des formations universitaires artistiques ou d’écoles des arts de la scène telles que Beit Zvi près de Tel Aviv.
Tawfik Abu Wael et Sameh Zoabi (installé aux États-Unis) font partie de la jeune génération des réalisateurs arabes israéliens. Leur aînée, l’actrice Hiam Abbass, installée en France de longue date, a tourné dans sa Galilée natale son premier long métrage, Héritage (Inheritance), sorti le 12 décembre 2012.
Parmi les actrices, on trouve, outre Hiam Abbass, Raida Adon (également artiste plasticienne, de père juif et de mère musulmane), Mira Awad (également chanteuse et compositrice), Ruba Blal, Khawlah Hag-Debsy, Clara Khoury, Salwa Nakkara, Ula Tabari (également réalisatrice, installée en France) et Lana Zreik.
Parmi les acteurs figurent Gassan Abbas, Yussuf Abu-Warda, Johnny Arbid, Mohammed Bakri et ses fils Saleh Bakri et Ziad Bakri, Ashraf Barhom, Salim Daw, Suhel Haddad, Amer Hlehel, Norman Issa, Imad Jabarin, Shredy Jabarin, Jamil Khoury et son père Makram Khoury, Tarik Kopty, Doraid Liddawi, Hussein Yassin Mahajne, Juliano Mer-Khamis (de mère juive, assassiné en 2011 à Jénine), Ayman Nahas, Kais Nashef, Khalifa Natour, Loai Nofi, Mahmoud Shalaby (également musicien), Razi Shawahdeh (installé au Canada), Ali Suliman, Yousef Sweid et Akram Tillawi (installé en Italie). Plusieurs d’entre eux sont également réalisateurs ou metteurs en scène.

### Littérature
Parmi les auteurs contemporains figurent Ala Hlehel et Sayed Kashua.
Ala Hlehel, écrivain, journaliste et scénariste, est aussi le fondateur du magazine en ligne littéraire Qadita.net cité plus haut.
Sayed Kashua écrit des éditoriaux satiriques en hébreu pour le journal Haaretz. Dans un style humoristique et ironique, il traite des problèmes que rencontrent les Arabes d’Israël, pris entre deux mondes. Il a créé la série télévisée Arab Labor, qui traite du même sujet, interprété entre autres par Norman Issa, Clara Khoury, Salim Daw, Salwa Nakkara et Mira Awad. En 2014, pendant l'opération Bordure protectrice dans la bande de Gaza, il annonce son départ pour les États-Unis.

## Mariages mixtes
Les mariages entre juifs et Arabes en Israël sont un sujet peu documenté, tabou au regard des traditions religieuses et communautaires et peu favorisé par les tensions entre les deux communautés et l’éternisation du conflit israélo-palestinien. Le mariage civil n’existant pas en Israël doit être effectué à l’étranger (en général, Chypre[réf. nécessaire]) avant d’être validé en Israël.

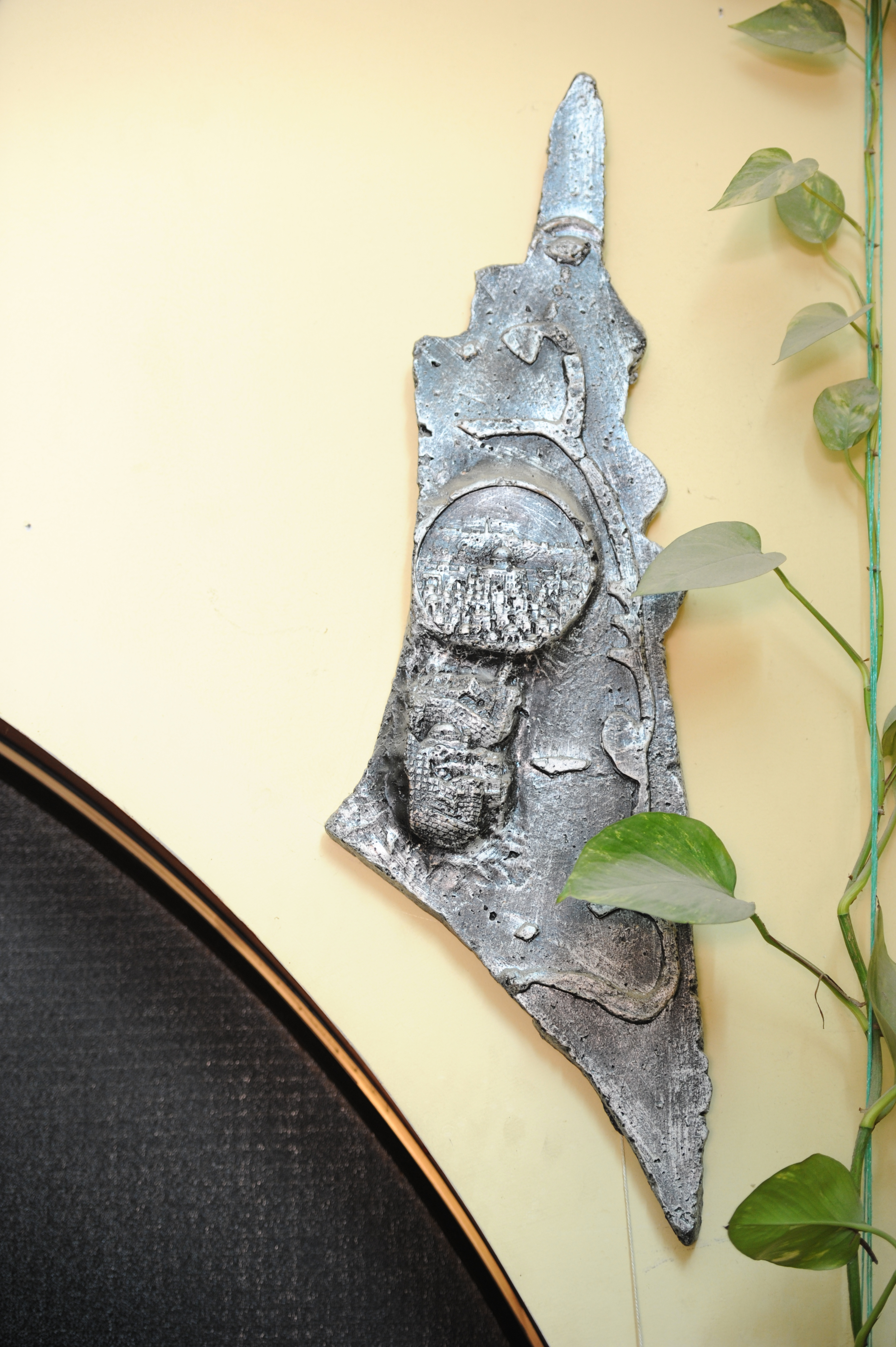
Sculpture (Israël-Palestine) sur le mur du Freedom Theatre, 2011

Juliano Mer-Khamis (1958-2011), acteur, réalisateur, directeur de théâtre et militant politique, est l’un des enfants de mariages mixtes les plus connus ; sa mère Arna Mer-Khamis était juive, son père Saliba Khamis, Arabe chrétien. Pendant des décennies, il souffrira d'un problème identitaire, ne sachant ni qui il est, ni où est sa place dans le monde. Engagé en faveur des enfants palestiniens via son Théâtre de la Liberté (Freedom Theatre) à Jénine, il est cependant assassiné dans cette ville par un Palestinien radical,.
L’actrice et plasticienne Raida Adon est de père juif et de mère musulmane.
C’est parmi les artistes qu’on trouve le plus de couples mixtes connus, tels l’acteur Yousef Sweid et la dramaturge Yaeli Ronen (divorcés en 2015), l'acteur Norman Issa et la dramaturge Gidona Raz, ou encore le dramaturge Amir Nizar Zuabi et l’actrice Sivan Sasson. On connaît aussi le couple formé par Evi Guggenheim Shbeta et Eyas Shbeta, qui habitent le village mixte de Neve Shalom - Wahat as Salam avec leurs filles.
Dans son documentaire Would you have sex with an Arab? sorti en 2012, outre Juliano Mer-Khamis auquel le film est dédié, Yolande Zauberman interviewe un jeune homme issu d’une famille mixte remontant aux grands-parents, qui espéraient déjà la conclusion du processus de paix.
Le cinéaste palestinien Michel Khleifi, né à Nazareth, a réalisé en 1996 un documentaire sur le sujet, Mariages mixtes en Terre sainte.
Sur un sujet proche, un documentaire suédois de Gabriella Bier, Love during wartime, explique le difficile combat contre la bureaucratie et les préjugés d’un couple marié, une danseuse juive et un sculpteur musulman de Cisjordanie ayant travaillé à Tel Aviv et parlant couramment hébreu, qui ont dû s’exiler en Allemagne puis en Autriche pour mener une vie normale.

### Sources
- Féron, Valerie, Palestine(s) : Les déchirures, Paris, Éditions du Felin, 2001  (ISBN 2866453913)
- Kodmani-Darwish, Bassma, La Diaspora Palestinienne, Paris : Presses Universitaires de France, 1997  (ISBN 2130484867)
- Schenk, Bernadette Druze Identity in the Middle East, in Salibi, Kamal, ed, The Druze: Realities and Perceptions, London, Druze Heritage Foundation, 2005
- Orgad, Liav(PhD), IDC, Hertzlia, Internationalizing the issue of Israeli Arabs, Maariv, 19 mars 2006, page 7.
- Dembik, Christopher et Marteu, Elisabeth, Sciences-Po Paris, La communauté arabe d'Israël, entre intégration et reconnaissance, Revue Averroès, Printemps 2009